# Seehausen am Staffelsee
Seehausen am Staffelsee (eller: Seehausen a.Staffelsee) er en kommune i Landkreis Garmisch-Partenkirchen i Regierungsbezirk Oberbayern i den tyske delstat Bayern.
Den er en del af Verwaltungsgemeinschaft Seehausen am Staffelsee.

## Geografi
Seehausen a. Staffelsee ligger i Region Oberland ved Staffelsee i Werdenfelser Land. Hele søen, inklusiv de syv øer hører til kommunen.
Ud over hovedbyen Seehausen a.Staffelsee ligger landsbyerne Riedhausen, Rieden, Seeleiten, samt den beboede ø Wörth i Staffelsee i kommunen.

## Historie
På øen Wörth i Staffelsee var der allerede aktiviteter i romertiden. I det 8. århundrede blev Kloster Staffelsee grundlagt, men det blev nedlagt igen i det 11. århundrede.
Byen Seehausen er nævnt i 650 og hørte fra 1330 til Kloster Ettal, og senere til Kurfyrstedømmet Bayern